# Evan Parker
Evan Parker, (Bristol, 1944. április 5. –) angol szaxofonos.

## Pályafutása
Édesanyja amatőr zongoraművész volt. Tizennégy évesen kezdett szaxofonozni, közben 1962 és 1964 között botanikát tanult a Birminghami Egyetemen. Annak érdekében, hogy teljes mértékben a zenére tudjon koncentrálni, abbahagyta egyetemi tanulmányait.
Kezdetben Howard Riley-vel dolgozott. 1966-ban Londonba költözött, és a Spontneous Music Ensemble tagja lett. Ott ismerkedett meg Derek Bailey-vel. Vele és Tony Oxley-val dolgozott. 1970-től Paul Lovensszel játszott Alexander von Schlippenbach triójában, 1973 óta pedig Paul Lyttonnal duóban.
Szaxofonjátékára eleinte John Coltrane volt hatással.
Tagja volt a Chris McGregors Brotherhood of Breath-nek is, továbbá dolgozott  Paul Bley-vel, Peter Brötzmannal, Derek Bailey-vel, Thurston Moore-ral, Barry Guy-jal, Louis Moholo-val, Keith Rowe-val, Joe McPhee-vel, Barre Phillips-szel, Eddie Prévosttal és alkalmanként az AMM együttessel.
Az 1970-es Derek Bailey, Hugh Davies, Jamie Muir és Christine Jeffrey közreműködésével készült „Music Improvisation Company” című albumukat beválasztották a Jazzwise The 100 Jazz Albums That Shook the World közé.
Saját kiadót is alapított.

## Lemezválogatás
- 1970: The Topography of the Lungs
- 1978: Monoceros
- 1986: The Snake Decides
- 1984: 50th Birthday Concert
- 1997: Toward the Margins
- 2002: Memory/Vision
- 2002: Chicago Tenor Duets
- 2008: Boustrophedon
- 2009: The Moment’s Energy
- 2019: Crepuscule in Nickelsdorf: Evan Parker, Matthew Wright, Adam Linson, John Coxon, Ashley Wales
- 2019: Concert in Vilnius

## Díjak
- 1970: Music Improvisation Company” című albumukat beválasztották a Jazzwise The 100 Jazz Albums That Shook the World közé.

## Fordítás
Ez a szócikk részben vagy egészben  az   Evan Parker című német Wikipédia-szócikk ezen változatának fordításán alapul.  Az eredeti cikk szerkesztőit annak laptörténete sorolja fel. Ez a jelzés csupán a megfogalmazás eredetét és a szerzői jogokat jelzi, nem szolgál a cikkben szereplő információk forrásmegjelöléseként.